# Presinge
Presinge es una comuna suiza del cantón de Ginebra. Limita al norte con las comunas de Meinier y Jussy, al este con Juvigny (FRA-74), al sur con Ville-la-Grand (FRA-74), y al oeste con Puplinge y Choulex.